# فرودگاه هوف–پلاون
فرودگاه هوف-پلاون (به انگلیسی: Hof-Plauen Airport) (به زبان بومی: Flughafen Hof-Plauen) یک فرودگاه همگانی با کد یاتا HOQ است که یک باند فرود آسفالت دارد و طول باند آن ۱۴۸۰ متر است. این فرودگاه در شهر هوف، آلمان کشور آلمان قرار دارد و در ارتفاع ۵۹۷ متری از سطح دریا واقع شده‌است.